# Třída Hua Hin
Třída Hua Hin je třída hlídkových lodí thajského královského námořnictva. Celkem byly postaveny tři jednotky této třídy. Ve službě jsou od roku 2000.

## Stavba
Plavidla představují upravenou verzi předcházející třídy Khamronsin, kterou navrhla anglická loďařská firma Vosper Thornycroft jako derivát ománských raketových člunů třídy Dhofar. Od třídy Khamronsin se liší především zjednodušenou elektronikou a absencí protiponorkové výzbroje. Celkem byly postaveny tři jednotky této třídy. Jejich kýly byly založeny roku 1997 v loděnici ASEAN Marine Services PC v Bangkoku. Do služby byly přijaty v letech 2000–2001.
Jednotky třídy Hua Hin:
| Jméno             | Založení kýlu | Spuštěna | Vstup do služby   | Status  |
| ----------------- | ------------- | -------- | ----------------- | ------- |
| Hua Hin (PG 541)  | 1997          | 1999     | 17. července 2001 | aktivní |
| Klaeng (PG 542)   | 1997          | 1999     | 17. července 2001 | aktivní |
| Si Racha (PG 543) | 1997          | 1999     | 24. září 2001     | aktivní |

## Konstrukce
Plavidla jsou vybavena navigačními a hladinovými vyhledávacími radary Sperry SM5000 a Sperry RASCAR. Jejich výzbroj tvoří jeden 76mm kanón OTO Melara Compact (Klaeng má starší 76mm/50 kanón Mk 22 Mod 0), jeden 40mm kanón Breda Single Fast Forty (kromě Klaeng), dva 20mm kanóny GAM-B01 a dva 12,7mm kulomety. Pohonný systém tvoří tři diesely Paxman 12VP185 o výkonu 10 305 hp, pohánějící tři lodní šrouby. Nejvyšší rychlost dosahuje 25 uzlů. Dosah je 2500 námořních mil při 15 rychlosti uzlů.